# Aeroportul Sinop
Aeroportul Sinop (IATA: NOP, ICAO: LTCM) este un aeroport din Provincia Sinop, Turcia ce deservește zona Sinop. Aeroportul a fost tranzitat în 2022 de 69.860 de pasageri. A fost deschis în 1993 și numit după zona deservită.
Situat la o altitudine de 7 m, aeroportul dispune de o singură pistă și ocupă o suprafață de 12.700 m². Este operat de General Directorate of State Airports (Turkey)⁠(d).